# Petr Rada
Petr Rada (Praga, 21 de Agosto de 1958) é um ex-futebolista e atualmente treinador de futebol tcheco.